# Senecio keniophytum
Espèce
Classification phylogénétique
Senecio keniophytum est une espèce de plantes à fleurs de la famille des Asteraceae.
Ce séneçon géant pousse dans en haute altitude, au Kenya, notamment dans la zone afro-alpine du Mont Kenya.